# Lazar Pavlović
Pour les articles homonymes, voir Pavlović.
Lazar Pavlović, né le 2 novembre 2001 à Obrenovac en Serbie, est un footballeur serbe qui évolue au poste de milieu offensif au FK Ušće.

## Biographie

### Carrière en club

#### Partizan Belgrade
Formé au Partizan Belgrade qu'il rejoint en 2011, Lazar Pavlović joue son premier match en professionnel le 15 mai 2019, lors d'une rencontre de Coupe de Serbie face au FK Radnički Niš, où il est titulaire (1-1). Il réalise une ce jour-là une prestation convaincante, saluée par la presse. Trois jours plus tard il signe son premier contrat professionnel, d'une durée de trois ans, et prend le numéro 10. Il joue son premier match en championnat le 19 mai 2019, face au FK Proleter Novi Sad contre qui le Partizan s'impose (2-0).
Il remporte son premier trophée lors de cette saison 2018-2019, en entrant en cours de jeu lors la finale de la Coupe de Serbie, que son équipe remporte par un but à zéro face au rival de l'Étoile rouge de Belgrade.

#### AEL Limassol
Le 15 août 2022, Lazar Pavlović rejoint librement l'AEL Limassol.

### FK Radnički Niš
En février 2023, Lazar Pavlović fait son retour en Serbie en rejoignant le FK Radnički Niš. Il signe un contrat courant jusqu'en mai 2025.

### Carrière en sélection nationale
Sélectionné à trois reprises en 2017 avec l'équipe de Serbie des moins de 17 ans, Lazar Pavlović marque notamment un but contre Gibraltar le 18 octobre 2017, lors de sa toute première apparition avec cette sélection (victoire 7-0 des jeunes serbes).
Avec l'équipe de Serbie des moins de 19 ans, Lazar Pavlović se distingue en inscrivant six buts lors de l'année 2019. Il marque ainsi en amical contre la Hongrie et le Monténégro. Il brille ensuite lors des éliminatoires du championnat d'Europe, inscrivant un but contre la Roumanie, puis marquant un triplé et délivrant trois passes décisives, lors d'un match remporté sur le score large de huit à zéro face à la Lituanie.
En novembre 2019 il est appelé pour la première fois avec l'équipe de Serbie espoirs mais il ne fait pas sa première apparition lors de ce rassemblement. Le 30 mars 2021 il joue finalement son premier match avec les espoirs face à la Turquie. Il entre en jeu lors de cette rencontre remportée par son équipe (0-1 score final).

## Palmarès
Partizan Belgrade
- Vainqueur de la Coupe de Serbie en 2019